# Hermann Schlichting
Hermann Schlichting (22 septembre 1907 – 15 juin 1982) est un ingénieur mécanicien des fluides.

## Biographie
Hermann Schlichting étudie les mathématiques, la physique et la mécanique appliquée à l'Université de Iéna, à l'Université de Vienne et à l'Université de Göttingen où il obtient en 1930 son PhD. Il obtient la même année son habilitation pour l'enseignement supérieur.
Il travaille de 1931 à 1935 avec Ludwig Prandtl qui influence sa carrière. De 1931 à 1935 il travaille à l'Université technique Carolo-Wilhelmina de Brunswick à Göttingen dans les problèmes d'aérodynamique, en particulier sur les effets liés à la viscosité.
En 1935, il va chez Dornier à Friedrichshafen où il participe à la construction de la soufflerie du constructeur d'avions.
En 1937, il rejoint l'Université technique Carolo-Wilhelmina de Brunswick où il devient professeur en 1938. La même année il participe à la création de l'Institut d'aérodynamique à l'aéroport de Brunswick-Waggum.
Il devient professeur émérite le 30 septembre 1975.
Il est essentiellement connu pour ses travaux sur la stabilité de la couche limite : ondes de Tollmien-Schlichting.

## Ouvrages
- (de) H. Schlichting et E. Truckenbrodt, Aerodynamik der flugzeuges, Springer, 1959 (ISBN 978-3-642-63148-1, lire en ligne)
- (en) H. Schlichting et K. Gernsten, Boundary Layer Theory, Springer, 1955 (ISBN 978-3-662-52917-1, lire en ligne)

## Distinctions
- 1953 Médaille du 50e anniversaire du vol propulsé de la Fédération aéronautique internationale.
- 1969 Anneau Ludwig Prandtl du Deutsches Zentrum für Luft- und Raumfahrt (DLR).
- 1972 Ordre du Mérite de la République fédérale d'Allemagne.
- 1976 Membre honoraire du DLR.
- 1980 Médaille Theodore von Karman de l'AGARD.